# Sudafrica ai Giochi della VII Olimpiade
Il Sudafrica partecipò ai Giochi della VII Olimpiade di Anversa con una delegazione di 39 atleti (38 uomini, 1 donna), suddivisi in 7 discipline.

## Medaglie
| Medaglia | Atleta                                                                 | Sport            | Evento                                   |
| -------- | ---------------------------------------------------------------------- | ---------------- | ---------------------------------------- |
| Oro      | Bevil Rudd                                                             | Atletica leggera | 400 metri piani                          |
| Oro      | Clarence Walker                                                        | Pugilato         | Pesi gallo                               |
| Oro      | Louis Raymond                                                          | Tennis           | Singolare maschile                       |
| Argento  | Henry Dafel Clarence Oldfield Jack Oosterlaak Bevil Rudd               | Atletica leggera | Staffetta 4×400 metri                    |
| Argento  | Henry Kaltenbrun                                                       | Ciclismo         | Corsa individuale                        |
| Argento  | William Smith James Walker                                             | Ciclismo         | Tandem                                   |
| Argento  | Robert Bodley Ferdinand Buchanan George Harvey Fred Morgan David Smith | Tiro             | Carabina militare a terra 600m a squadre |
| Bronzo   | Bevil Rudd                                                             | Atletica leggera | 800 metri piani                          |
| Bronzo   | William Smith James Walker Hendrik Goosen Henry Kaltenbrun             | Ciclismo         | Inseguimento a squadre                   |
| Bronzo   | Charles Winslow                                                        | Tennis           | Singolare maschile                       |

### Medagliere per discipline
| Sport            | Oro | Argento | Bronzo | Totale |
| ---------------- | --- | ------- | ------ | ------ |
| Atletica leggera | 1   | 1       | 1      | 3      |
| Ciclismo         | 0   | 2       | 1      | 3      |
| Pugilato         | 1   | 0       | 0      | 1      |
| Tennis           | 1   | 0       | 1      | 2      |
| Tiro             | 0   | 1       | 0      | 1      |
| Totale           | 3   | 4       | 3      | 10     |